# Lordotus arizonensis
Lordotus arizonensis är en tvåvingeart som beskrevs av Johnson 1959. Lordotus arizonensis ingår i släktet Lordotus och familjen svävflugor. Inga underarter finns listade i Catalogue of Life.